# マイニンゲン宮廷楽団
マイニンゲン宮廷楽団（マイニンゲンきゅうていがくだん、Meininger Hofkapelle）は、ドイツのテューリンゲン州マイニンゲンを拠点に活動するオーケストラ。

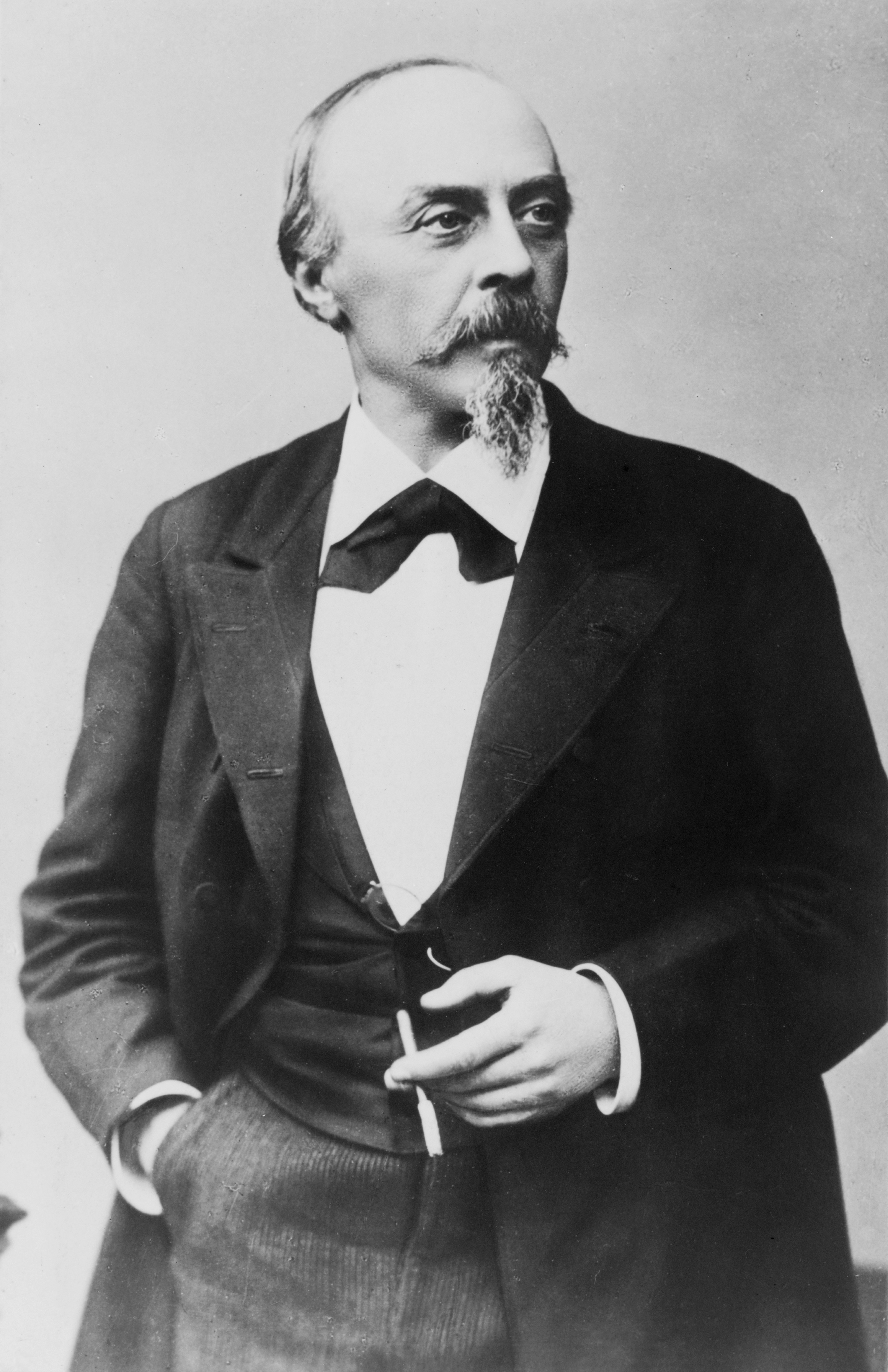
ハンス・フォン・ビューロー

## 沿革
ザクセン＝マイニンゲン公ベルンハルト1世によって1690年に設立された。
1880年、ハンス・フォン・ビューローが音楽監督に就任し、同楽団は最盛期を迎えることとなる。1885年にはビューローの後任としてリヒャルト・シュトラウスが、1886年にはフリッツ・シュタインバッハが音楽監督となった。ビューローやシュタインバッハと親交の深かったヨハネス・ブラームスもマイニンゲンを訪れて同楽団を何度か指揮しており、特に交響曲第4番はブラームス自身の指揮で同楽団が初演している。
1914年、ザクセン＝マイニンゲン公ゲオルク2世の薨去や第一次世界大戦の勃発のために楽団の解散も検討されたが、戦後ザクセン＝マイニンゲン公国を廃して成立した（旧）テューリンゲン州が同楽団を所有する形で存続となり、1921年に州立管弦楽団（Landesorchester）と改称した。
東ドイツ時代の1952年にテューリンゲン州が廃止されマイニンゲンがズール県に属すると、マイニンゲン劇場管弦楽団（Orchester des Meininger Theaters）と改称した。2006年、マイニンゲン宮廷楽団の名称を復活させた。

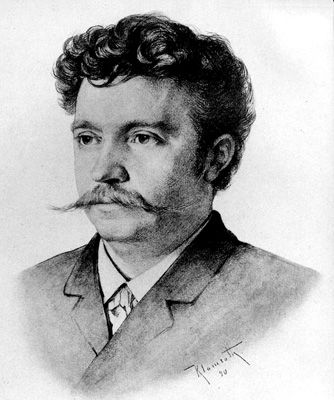
フリッツ・シュタインバッハ

## 歴代音楽監督
- ゲオルク・カスパー・シュールマン（1702年 - 1707年）
- ヨハン・ルートヴィヒ・バッハ（1711年 - 1731年）
- ヨハン・マテウス・ファイラー (Johann Matthäus Feiler) （1778年 - 1814年）
- アドルフ・エミール・ビュヒナー（英語版） （1865年 - 1880年）
- ハンス・フォン・ビューロー（1880年 - 1885年）
- リヒャルト・シュトラウス（1885年 - 1886年）
- フリッツ・シュタインバッハ（1886年 - 1903年）
- マックス・レーガー（1911年 - 1914年）
- ハインツ・ボンガルツ（1926年 - 1930年）
- ペーター・シュミッツ (Peter Schmitz) （1945年 - 1952年）
- ウルリッヒ・ハヴェルカンプ（Ulrich Haverkamp) （1952年 - 1956年）
- ロルフ・ロイター（1956年 - 1961年）
- オラフ・コッホ（ドイツ語版） （1961年 - 1967年）
- ヴォルフガング・ホッケ（ドイツ語版） （1967年 - 1995年）
- マリー＝ジェンヌ・デュフール(Marie - Jeanne Dufour) （1995年 - 1999年）
- キリル・ペトレンコ（1999年 - 2002年）
- ファブリツィオ・ヴェントゥーラ（ドイツ語版）（2002年 - 2004年）
- アラン・ブリバエフ (2004年 - 2007年）
- ハンス・ウルバネク (Hans Urbanek) （2007年 - 2010年）
- フィリップ・バッハ（英語版） （2010年 - 2022年）

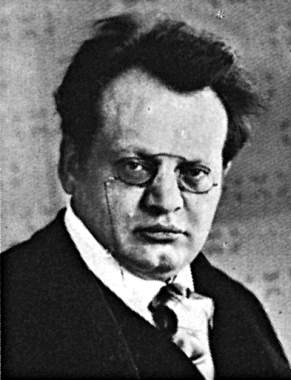
マックス・レーガー

- キリアン・ファレル（2023年 - ）